# Філософська думка в Україні (видання)
«Філософська думка в Україні» — біобібліографічний словник.
Київ. Університетське видавництво «Пульсари». 2002. 244 с., іл. Тираж: 3000.
Авторський колектив: В. С. Горський, М. Л. Ткачук, В. М. Нічик, В. Д. Білодід, Я. М. Стратій, І. Я. Лисий, С. В. Бондар; Відповідальний редактор доктор філос. наук В. С. Горський.
Редактор-упорядник М. Л. Ткачук
Біобібліографічний словник «Філософська думка в Україні» містить понад 150 статей, що відтворюють віхи життя та творчості провідних діячів філософської культури України Х-XX ст., висвітлюють їхній філософський доробок і стан його наукової дослідженості. За кількістю охоплених персоналій і широтою бібліографічного матеріалу пропоноване видання не має аналогів у філософській довідковій літературі.